# Communauté de communes Ardennes Thiérache
Die Communauté de communes Ardennes Thiérache ist ein französischer Gemeindeverband mit der Rechtsform einer Communauté de communes im Département Ardennes in der Region Grand Est. Sie wurde am 1. Januar 2014 gegründet und umfasst 37 Gemeinden. Der Verwaltungssitz befindet sich im Ort Maubert-Fontaine.

## Historische Entwicklung
Der Gemeindeverband entstand mit Wirkung vom 1. Januar 2014 durch die Fusion der Vorgängerorganisationen 
- Communauté de communes de la Thiérache Ardennaise und
- Communauté de communes de la Région de Signy-le-Petit.

## Mitgliedsgemeinden
| Gemeinde                                  | Einwohner 1. Januar 2022 | Fläche km² | Dichte Einw./km² | Code INSEE | Postleitzahl |
| ----------------------------------------- | ------------------------ | ---------- | ---------------- | ---------- | ------------ |
| Antheny                                   | 100                      | 10,14      | 10               | 08015      | 08260        |
| Aouste                                    | 202                      | 12,83      | 16               | 08016      | 08290        |
| Aubigny-les-Pothées                       | 306                      | 10,42      | 29               | 08026      | 08150        |
| Auge                                      | 58                       | 4,50       | 13               | 08030      | 08380        |
| Auvillers-les-Forges                      | 902                      | 8,19       | 110              | 08037      | 08260        |
| Blanchefosse-et-Bay                       | 136                      | 20,47      | 7                | 08069      | 08290        |
| Bossus-lès-Rumigny                        | 95                       | 8,14       | 12               | 08073      | 08290        |
| Brognon                                   | 130                      | 7,38       | 18               | 08087      | 08380        |
| Cernion                                   | 54                       | 6,58       | 8                | 08094      | 08260        |
| Champlin                                  | 74                       | 5,90       | 13               | 08100      | 08260        |
| Chilly                                    | 133                      | 5,89       | 23               | 08121      | 08260        |
| L’Échelle                                 | 133                      | 9,96       | 13               | 08149      | 08150        |
| Estrebay                                  | 86                       | 9,37       | 9                | 08154      | 08260        |
| Étalle                                    | 96                       | 4,44       | 22               | 08155      | 08260        |
| Éteignières                               | 469                      | 11,79      | 40               | 08156      | 08260        |
| La Férée                                  | 70                       | 11,01      | 6                | 08167      | 08290        |
| Flaignes-Havys                            | 92                       | 13,70      | 7                | 08169      | 08260        |
| Fligny                                    | 155                      | 6,85       | 23               | 08172      | 08380        |
| Le Fréty                                  | 61                       | 7,09       | 9                | 08182      | 08290        |
| Girondelle                                | 157                      | 11,53      | 14               | 08189      | 08260        |
| Hannappes                                 | 134                      | 8,45       | 16               | 08208      | 08290        |
| Lépron-les-Vallées                        | 65                       | 6,42       | 10               | 08251      | 08150        |
| Liart                                     | 596                      | 13,44      | 44               | 08254      | 08290        |
| Logny-Bogny                               | 153                      | 10,66      | 14               | 08257      | 08150        |
| Marby                                     | 79                       | 7,35       | 11               | 08273      | 08260        |
| Marlemont                                 | 125                      | 10,06      | 12               | 08277      | 08290        |
| Maubert-Fontaine                          | 1.025                    | 10,33      | 99               | 08282      | 08260        |
| La Neuville-aux-Joûtes                    | 351                      | 13,17      | 27               | 08318      | 08380        |
| Neuville-lez-Beaulieu                     | 327                      | 35,92      | 9                | 08319      | 08380        |
| Prez                                      | 132                      | 12,40      | 11               | 08344      | 08290        |
| Regniowez                                 | 377                      | 18,27      | 21               | 08355      | 08230        |
| Remilly-les-Pothées                       | 263                      | 9,92       | 27               | 08358      | 08150        |
| Rouvroy-sur-Audry                         | 528                      | 9,15       | 58               | 08370      | 08150        |
| Rumigny                                   | 269                      | 17,38      | 15               | 08373      | 08290        |
| Signy-le-Petit                            | 1.219                    | 38,72      | 31               | 08420      | 08380        |
| Tarzy                                     | 123                      | 10,12      | 12               | 08440      | 08380        |
| Vaux-Villaine                             | 189                      | 9,96       | 19               | 08468      | 08150        |
| Communauté de communes Ardennes Thiérache | 9.464                    | 427,90     | 22               | –          | –            |